# Simulation of Urban MObility
Simulation of Urban MObility (Eclipse SUMO, kurz SUMO genannt) ist eine Open-Source mikroskopische Verkehrssimulation. SUMO wird hauptsächlich vom Deutschen Zentrum für Luft- und Raumfahrt weiterentwickelt und ist seit 2001 frei verfügbar. SUMO ist seit 2017 ein Projekt der Eclipse Foundation.
Verkehrssimulationen sind für das Verkehrsmanagement sehr wichtig. Neue Verkehrsstrategien können in der Simulation umgesetzt und analysiert werden, bevor sie im realen Straßenverkehr eingesetzt werden. Die Verkehrssimulation SUMO bietet ein umfangreiches Paket an Software-Tools zur Simulation und Analyse vom Straßenverkehr.

## Anwendungsbereich
SUMO wird insbesondere für Forschungszwecke eingesetzt. Hierbei werden Forschungsthemen untersucht wie z. B. Verkehrsprognose, Evaluation von Ampeln oder Routenwahl. Besonders im Bereich Car2Car Communication erfreut sich SUMO großer Beliebtheit, da die Benutzer durch die Open-Source-Lizenz die Möglichkeit haben selber benötigte Änderungen am Programmquelltext vorzunehmen.
Mitunter wurde SUMO in folgenden nationalen und internationalen Projekten eingesetzt:
- Soccer
- VABENE
- CityMobil
- iTETRIS
- DRIVE C2X
- COLOMBO